# Månslunda
Månslunda är en by i Fågeltofta socken i Tomelilla kommun, Skåne, Sverige. Byn har anor från sent 1700-talet då den innehöll servicefunktioner för Kronovalls slott, såsom smedja, butik, hovslagare osv. 